# 马克斯·霍夫 (黑帮成员)
馬克斯·「啵啵」·霍夫（英語：Max "Boo Boo" Hoff，1892年—1941年4月27日）曾是一名前拳擊手，後來成為私酒販和賭徒。

## 早年
霍夫於1892年出生在美國費城的小意大利，父母都是貧窮的俄羅斯猶太移民。霍夫輟學後，在一間雪茄店工作多年，服務內容還包括賭博。在老闆注意到他和藹可親的性格吸引了顧客後，他的工資從每周12美元提升到15美元。1917年，他在費城現今被稱為社會山的地區開始了賭博業務。

### 拳擊
在1920年代末，他擁有全國最大型固定的職業拳擊手，他在費城的幾個地點舉辦了多年的拳擊比賽。他的拳擊手沒有一個人贏得世界冠軍，但在拳擊變成一種廣受歡迎的體育娛樂形式的時期，他有幾個人是排名很高的競爭者。1928年，他的幾個固定拳擊手組成馬克斯·霍夫公司（Max Hoff Inc）。他的集團是第一個注冊成立的職業拳擊手集團。
1927年，霍夫對吉恩·坦尼和他的經理人Billy Gibson提出了35萬美元的訴訟。這宗訴訟是基於一份有爭議的協議，霍夫聲稱這份協議是在1926年坦尼與重量級拳王傑克·登普西的第一場比賽前一天由坦尼和Gibson簽署的。他說，他借給坦尼和Gibson2萬美元，作為約束口頭協議的預付款。坦尼和Gibson聲稱他們馬上需要錢，因為他們欠Tex Rickards數千美元，而Rickards宣傳過這場比賽，並借給他們錢來支付訓練和其他費用。協議需要霍夫獲得坦尼冠軍賽收入的20%，並與Gibson共同擔任經理人，以換取貸款。出於未知的原因，霍夫在1931年放棄了訴訟，盡管他堅持認為他有一個強有力的案例。

## 禁酒令
當禁酒令在1919年生效時，霍夫將他的業務擴展到非法私酒；就像費城的大多數黑幫一樣，包括米奇·達菲、李歐與伊格納修斯·朗茲塔，以及薩爾瓦托雷·薩貝拉。
霍夫的私酒生意包含一個有175部電話的辦公室，每周的工資單為3萬美元。非法的酒類製造和分銷業務在1920年代後期為霍夫的集團帶來了每年約500萬美元的收入。
霍夫成為美國最富有的黑幫之一。他舉辦過豪華派對，體育界和娛樂界的明星與他的同謀一起聚會。
1929年，霍夫參加過大西洋城會議，該會議由腐敗的大西洋縣財務主管伊努·「努基」·強森主持，查理·「幸運」·盧西安諾和強尼·托里奧領導。會議是在新的猶太黑幫老大邁爾·蘭斯基於新澤西州大西洋城進行婚禮之後，在麗思卡爾頓酒店舉行的。

### 調查
在一次大陪審團的調查中，霍夫與其他748名作證的證人一起被傳喚出庭8次。盡管他否認自己是費城私酒帝國的一員，費城的地方檢察官John Monaghan還是給他起了個綽號叫「費城私酒販之王」（King of Philadelphia's Bootleggers）。雖然有大量證據對他不利，但在審判期間，霍夫從未被起訴，因為（據《紐約時報》記者說）霍夫「小心翼翼地避免簽署任何與秘密行動有關的文件」。
在調查過程中發現的一些細節：霍夫和他的同謀成立了富蘭克林抵押貸款與投資公司（Franklin Mortgage and Investment Company），為他們接管和經營的幾間工業酒精公司作掩護。在三個月的時間裡，35萬加侖的私酒被Reading鐵路從小意大利的Publicker工廠用標有「焦油」或「瀝青」的大油桶，運到集團所控制的一間酒精公司。酒精經過加工後，被裝在瓶子裡，並貼上「髮油」或「香水」的標簽。
霍夫與聯合銀行和信托公司的關系，使他有能力透過一項1000萬美元的洗黑錢計劃，為走私集團提供資金。正常的銀行程序被繞過，允許他開設14個賬戶，使用死人的名字或只是假名。銀行總裁被迫辭職，因為經查明後，他曾充當過價值數百萬美元的幾塊大西洋城房地產的假業主，這些房地產被霍夫和他的同伴買下。
為了確保向妓院、酒吧和餐廳運送酒水，費城警察局的成員被私酒販和地下酒吧老闆收買。據估計，酒吧老闆每年付給警察們的賄賂費總額達200萬美元。在87名被詢問的警察中，其中許多人被解雇或辭職，因為他們無法解釋他們的銀行賬戶、房地產及股票持有量有這種的增長。
軍事銷售公司的老闆Edward S. Goldberg承認，他向霍夫出售了機關槍和防彈背心。在一次突擊檢查中，在費城的I Goldberg商店的地下室發現了大約450支機關槍。1929年，紐約市警察局抱怨說，他們沒收的大部分槍械都是在費城買到的。
在新澤西州蒙荷里附近的一艘駁船上突襲查獲的價值50萬美元的歐洲白酒和香檳酒，都被追溯到霍夫的幫派。

### 倒霉
1933年，禁酒令被廢除後，霍夫的運氣開始耗盡。美國國家稅務局（IRS）起訴霍夫，要求他繳納21,000美元的未付所得稅；其中他在Cobbs Creek公園的住宅被警長以1,200美元的價格賣掉，還有他的汽車以240美元的價格賣掉。霍夫在費城第30街車站因涉嫌企圖傳遞20美元的假鈔而被捕。倒霉的運氣迫使霍夫賣掉了他最後的娛樂事業，就是賓夕凡尼亞大學附近的一間名為「鄉村谷倉」（Village Barn）的雪糕店。

## 逝世
他的屍體在1941年4月27日被第二任妻子Margaret發現。屍體解剖顯示死因是心臟疾病。